# Atholus
Atholus är ett släkte av skalbaggar som beskrevs av Thomson 1859. Atholus ingår i familjen stumpbaggar.

## Dottertaxa tillAtholus, i alfabetisk ordning[1][2]
- Atholus aequistrius
- Atholus americanus
- Atholus arcatus
- Atholus arrowi
- Atholus astragali
- Atholus atricolor
- Atholus baberii
- Atholus bakeri
- Atholus bifrons
- Atholus bimaculatus
- Atholus bolteri
- Atholus cinctipygus
- Atholus cochinchinae
- Atholus coelestis
- Atholus concordans
- Atholus confinis
- Atholus conformis
- Atholus corvinus
- Atholus crenatifrons
- Atholus cycloides
- Atholus daldorffi
- Atholus debeauxi
- Atholus dentipes
- Atholus depistor
- Atholus duodecimstriatus
- Atholus erichsoni
- Atholus euphorbiae
- Atholus falli
- Atholus famulus
- Atholus gestroi
- Atholus goudotii
- Atholus graueri
- Atholus helferi
- Atholus holzschuhi
- Atholus hucheti
- Atholus infirmus
- Atholus khnzoriani
- Atholus kuijteni
- Atholus laequatus
- Atholus maindroni
- Atholus malaysi
- Atholus minutus
- Atholus myrmidon
- Atholus nitidissimus
- Atholus nubilus
- Atholus omar
- Atholus paganettii
- Atholus peloponnesus
- Atholus perplexus
- Atholus philippinensis
- Atholus pinnulae
- Atholus pirithous
- Atholus praetermissus
- Atholus pullatus
- Atholus relictus
- Atholus rubricatus
- Atholus rudesculptus
- Atholus scutellaris
- Atholus sedecimstriatus
- Atholus sessilis
- Atholus siculus
- Atholus silvicola
- Atholus singalanus
- Atholus somali
- Atholus staudingeri
- Atholus striatipennis
- Atholus striatithorax
- Atholus tenuistriatus
- Atholus terraemotus
- Atholus tetricus
- Atholus tornatus
- Atholus torquatus
- Atholus vacillans
- Atholus viennai